# یواس‌اس سویول (ای‌آراس-۳۶)
یواس‌اس سویول (ای‌آراس-۳۶) (به انگلیسی: USS Swivel (ARS-36)) یک کشتی بود که طول آن ۱۸۳ فوت ۳ اینچ (۵۵٫۸۵ متر) بود. این کشتی در سال ۱۹۴۳ ساخته شد.